# Dor – Liebe deinen Nächsten
Dor (Hindi: डोर, ḍor; Urdu: ڈور; Tagline: How far would you go to save the one you love? – Wie weit würdest du gehen, um den zu retten, den du liebst?) ist ein Hindi-Film von Nagesh Kukunoor aus dem Jahr 2006. Es ist eine Neuverfilmung des Malayalam-Films Perumazhakkalam, den Kukunoor erstmals bei den International Film Festival of India gesehen hatte.

## Handlung
Zeenat Fatima, eine Muslima, lebt in Himachal Pradesh und heiratet ihren Freund Amir Khan, bevor er nach Saudi-Arabien geht, um dort zu arbeiten, ähnlich wie Shankar Singh aus Rajasthan, der seine Frau Meera in Indien zurücklässt, um die Familie mit der Arbeit im Ausland finanziell zu unterstützen.
Alles läuft gut, bis Shankar nach einem Streit mit seinem Zimmergenossen Amir tödlich verunglückt. Letzterer wird zum Tode verurteilt. Nur eines kann ihn retten: Nach saudi-arabischem Recht kann die Witwe des Opfers mit ihrer Unterschrift bezeugen, dass sie dem Täter vergibt.
Zeenat glaubt an die Unschuld ihres Mannes und will alles versuchen, um die Witwe Meera zu finden. Mit Shankars Foto macht sie sich auf den Weg nach Rajasthan, wo sie den Gaukler Behroopiya trifft, der ihr hilft. Nach langer Reise stehen sie vor Shankars Elternhaus. Zeenat erklärt ihr Anliegen und wird prompt aus dem Haus geworfen.
Nun versuchen sie, an Meera persönlich heranzukommen. Dies ist nicht einfach, denn Meera lebt wie eine Sklavin. Jeder Lebensgenuss käme einem Ehebruch gleich. Nur beim Tempelbesuch hat Zeenat die Gelegenheit, Meeras Vertrauen zu gewinnen. Erst später beichtet Zeenat ihr von dem Gnadengesuch. Meera fühlt sich missbraucht und weigert sich, irgendetwas zu schreiben. Der, der ihr das ganze Leben weggenommen hat, soll dafür büßen.
Irgendwann begreift sie, dass Rache ihr Leben nicht erleichtern wird. Sie will Zeenat vor der Abreise das unterschriebene Gnadengesuch überreichen. Als der Zug langsam abfährt, reicht ihr Zeenat ihre Hand und zieht Meera in den Zug, um ihr ein freies Leben zu schenken.

## Musik
| No. | Lied               | Sänger                          |
| 1   | Allah Hoo Allah Ho | Salim Merchant                  |
| 2   | Expression Of Love | Trilok Gurtu                    |
| 3   | Imaan Ka Asar      | Sunidhi Chauhan, Shreya Ghoshal |
| 4   | Kesariya Balam     | Karsan Sagathiya                |
| 5   | Piya Ghar Aaya     | Pratichee                       |
| 6   | Theme Music        | Salim Merchant                  |
| 7   | Yeh Honsla         | Shafqat Amanat Ali Khan         |
| 8   | Yeh Honsla (Sad)   | Shafqat Amanat Ali Khan         |

## Auszeichnungen
Star Screen Awards (2007)
- Star Screen Award/Beste Hauptdarstellerin-Kritikerpreis an Ayesha Takia
- Star Screen Award/Bester Komiker an Ayesha Takia

Zee Cine Award (2007)
- Zee Cine Award/Kritikerpreis – Beste Darstellerin an Ayesha Takia und Gul Panag

weitere Auszeichnungen
- Stardust Award/Beste Nebendarstellerin an Ayesha Takia (2007)
- Bengal Film Journalists' Association Awards Beste Hauptdarstellerin an Ayesha Takia (2007)

## Sonstiges
- In dem Film tanzt Ayesha Takia zu den Liedern You are my Sonia und Kajra Re aus den Filmen Kabhi Khushi Kabhie Gham und Bunty Aur Babli.
- Die indische Fassung des Films ist 147 Minuten lang.
- Zee.One sendete den Film unter dem Titel Vom Schicksal verbunden in einer 116-minütigen Version.